# Palazzo del Parlamento (Sydney)
Il Palazzo del Parlamento (in inglese: Parliament House) è uno storico edificio della città di Sydney in Australia e la sede ufficiale del parlamento del Nuovo Galles del Sud.

## Storia
Il nucleo del Palazzo del Parlamento è costituito da quella che era l'ala settentrionale del vecchio Ospedale del Rum, fatto erigere dal governatore Lachlan Macquarie e completato nel 1816.
La legislatura del Nuovo Galles del Sud iniziò a occupare i locali di quest'ala nel 1829, e nel corso del tempo ha portato avanti grandi campagne di ampliamento dell'edificio.

## Descrizione
L'edificio, situato nel centro di Sydney, si compone di vari corpi di fabbrica di stili differenti.

## Galleria d'immagini

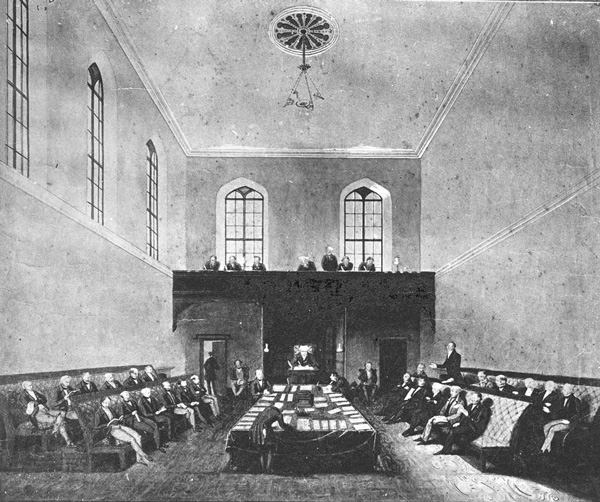
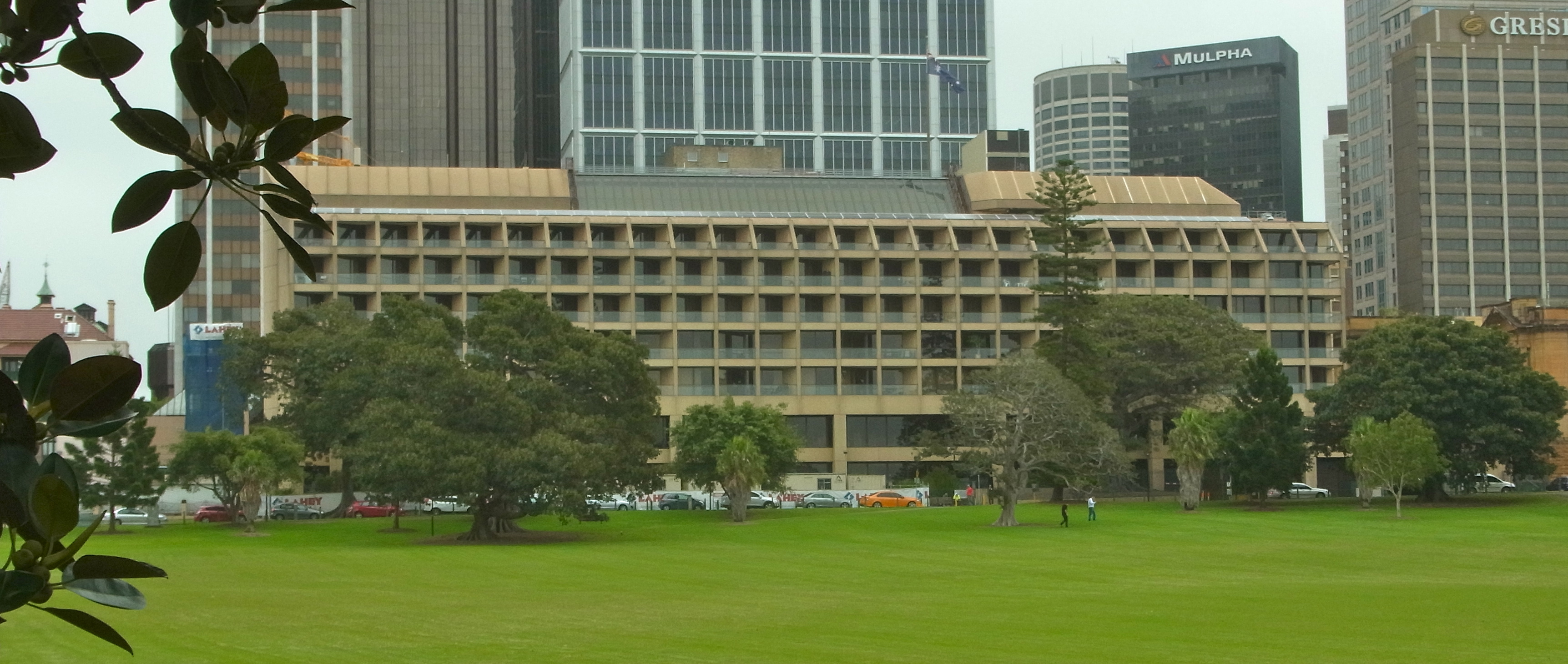
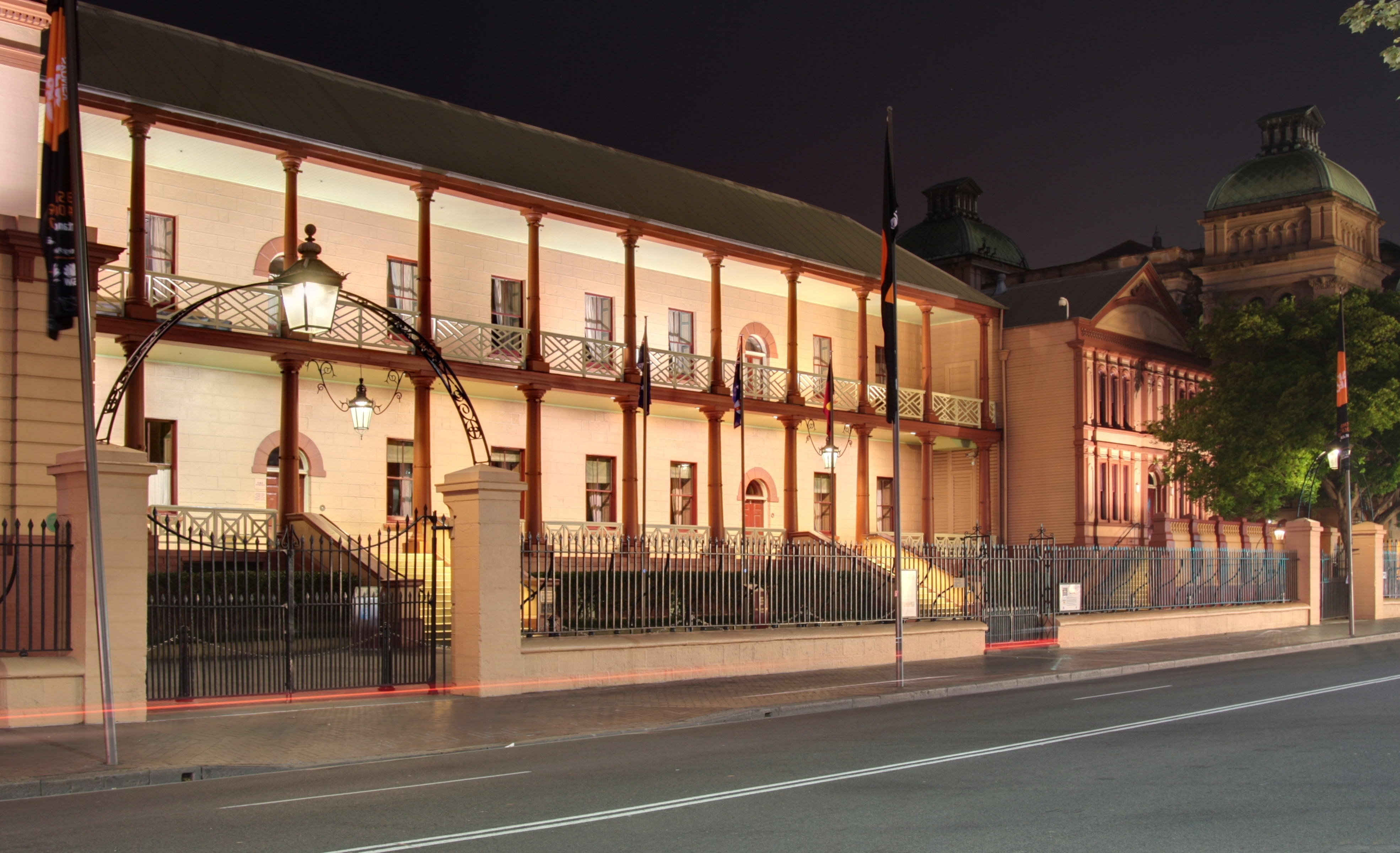